# Samsung Galaxy S5 Plus
De Galaxy S5 Plus (LTE-A SM-901F) is een Android Smartphone van Samsung Electronics in het hogere segment. De S5 Plus is ten opzichte van de standaard Galaxy S5 een kleine upgrade. Onder andere de processor, GPU (grafische chip) en connectiemogelijkheden zijn verbeterd. Dit allemaal dankzij de nieuwe Qualcomm Snapdragon 805 SoC, die dankzij zijn nieuwe Adreno 420 en Krait 450 processorcores weer sneller is dan zijn voorganger die in de Galaxy S5 wordt gebruikt. Vooral het grafische aspect is bij deze nieuwe chip verbeterd. Deze zou tot 40% betere prestaties moeten geven bij computerspellen. Er zijn verder geen aanpassingen gemaakt aan deze versie van de S5. Hij ziet er dan ook precies hetzelfde uit als het origineel.

## Software-updates
De Galaxy S5 Plus heeft twee updates gehad waarvan één grote. De eerste update was op 2 juli 2015 van Android 4.4.2 naar Android 5.0.2. De tweede update was op 22 december 2015; dit was een kleine beveiligingsupdate die onder andere het StageFright-lek dichtte. Volgens Samsung ontvangt de Galaxy S5 plus tot en met oktober 2016 updates. Inmiddels is Android 6.0.1 ook beschikbaar in Nederland, de update brengt onder meer nieuwe iconen, prestatieverbeteringen en het nieuwe rechtensysteem. Er zijn geen nieuwe functies van Samsung zelf. Ook ontbreekt de adoptable storage-optie, die overigens wel is te activeren via ADB op de computer.
Galaxy ·
Galaxy 3 ·
Galaxy 5 ·
Ace 2 ·
Ace plus ·
Ace ·
Beam ·
Core ·
Express ·
Fit ·
Fame ·
Gio ·
Grand ·
Mega ·
Mini ·
Nexus ·
Note ·
Note 2 ·
Note 3 ·
Player ·
Pocket ·
Pocket 2 ·
Portal ·
Prevail ·
R ·
TxT ·
Spica
W ·
Xcover ·
Y ·
Y2

A-serie:
A3 ·
A5 ·
A6 ·	
A7 ·
A8 ·
A9 ·
A00 ·
A10 ·
A20 ·
A30 ·
A40 ·
A50 ·
A60 ·
A70 ·
A80 ·
A90

S-serie:
Galaxy S ·
S Plus ·
S Advance ·
S Duos ·
S II ·
S II Plus ·
S III ·
S III Mini ·
S4 ·
S4 Mini ·
S5 ·
S5 Mini ·
S5 Plus ·
S5 Neo · 
S6 ·
S7 ·
S8 ·
S9 ·
S10 ·
S20 ·
S21 ·
S22 ·
S23 ·
S24